# Plagiorhynchus linearis
Plagiorhynchus linearis är en hakmaskart som först beskrevs av Westrumb 1891.  Plagiorhynchus linearis ingår i släktet Plagiorhynchus och familjen Plagiorhynchidae. Inga underarter finns listade i Catalogue of Life.